# NGC 3549
NGC 3549 is een spiraalvormig sterrenstelsel in het sterrenbeeld Grote Beer. Het hemelobject werd op 12 april 1789 ontdekt door de Duits-Britse astronoom William Herschel.

## Synoniemen
- UGC 6215
- MCG 9-18-97
- ZWG 267.47
- IRAS11080+5339
- PGC 33964